# Andreas Dorfmann

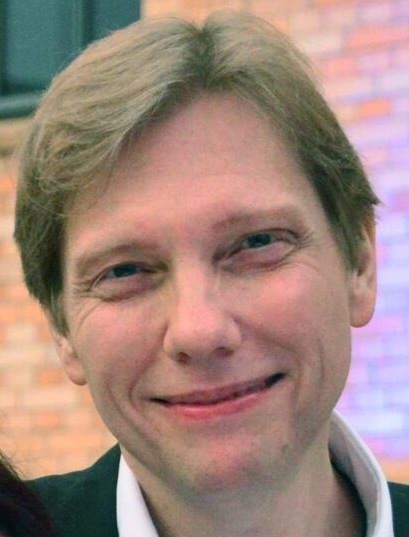
Andreas Dorfmann (2015)

Andreas Dorfmann (* 27. September 1962 in West-Berlin) ist ein deutscher Fernseh- und Radiomoderator sowie Journalist.

## Leben
Dorfmann begann als Moderator beim öffentlich-rechtlichen Sender Freies Berlin (SFB) mit den Sendungen Hits für Fans, Hitkiste und Radio-Shop sowie als Ü-Wagen-Reporter im Kaleidoskop am Mittag (1981–1986). Er war parallel bei Radio Bremen in der Frühsendung Wir empfehlen – Sie wählen der Hansawelle zu hören (1981–1984). Anschließend arbeitete er bei RIAS 2 als Redakteur und Moderator diverser Musiksendungen, unter anderem Diskothek, Topline, Wunschhits und Treffpunkt (1987–1992). Nach dessen Ende wechselte er zu privaten Radioprogrammen und war tätig bei 104.6 RTL, 94,3 rs2 und dem Berliner Rundfunk 91.4. Im Fernsehen präsentierte er das Wetter bei RTL aktuell/Guten Morgen Deutschland (RTL Television) und moderierte Sendungen in ARD-Regionalprogrammen im Ersten (1993–1994) sowie in den dritten Programmen MDR und SFB1.
1994 gründete er in Berlin eine Produktions- und Vermarktungsfirma, deren Gesellschafter, Geschäftsführer und Chefredakteur er war. Parallel dazu arbeitete er weiter als Rundfunk- und Fernsehmoderator. Unter anderem war er der „Wetterfrosch“ beim Berliner Sender IA Fernsehen.
Gemeinsam mit Marina Schill präsentierte Dorfmann von 2004 bis 2011 das Fernsehformat Die Paar-Reporter, das von seiner Firma produziert und vermarktet wurde. Bis Ende 2007 wurde die Show bei TD1 ausgestrahlt, von 2008 bis 2011 über TV.Berlin unter dem neuen Namen „Dorfmann.TV – Das Lifestyle-Magazin“. Eine weitere Aktivität seiner Firma war die Vermarktung von weiteren TV-Formaten, wie zum Beispiel „Fashion-Run“, ausgestrahlt bei TV.Berlin und München TV im Jahr 2008 und das Talk-Format „Schupelius unterwegs!“, moderiert von Gunnar Schupelius aus der Chefredaktion der Zeitung B.Z., ausgestrahlt bei TV.Berlin im Jahr 2009.
Seit 2014 war Dorfmann wieder im Hörfunk in Berlin-Brandenburg zu hören, zunächst auf dem Schlagerradio Radio B2. Von August 2015 bis Ende Februar 2017 moderierte er die Sendung „Morgens Dorfmann!“ beim Potsdamer Radiosender BHeins, zudem war er bis Ende Februar 2017 deren Chefredakteur.
Am 14. Mai 2016 feierte Andreas Dorfmann sein 35-jähriges Jubiläum als Radio- und TV-Moderator.
Beim Potsdamer Fernsehsender TV-BB, vormals Hauptstadt.TV (bis August 2019 Potsdam TV / seit 1. September 2024 TV-BB) war Andreas Dorfmann zudem ab 2014 als Reporter und seit 2015 als Moderator der Hauptnachrichtensendung „Hallo Potsdam“ (seit 21. August 2019 „tagesjournal“) zu sehen. Ab dem 20. August 2016 moderierte er zusätzlich das neue Show-Format „Dorfmann, Weitersagen!.“ Ab März 2017 war Andreas Dorfmann in Vollzeit als Redakteur und Moderator für das heutige TV-BB tätig und zusätzlich dort für die Berichterstattung aus der Bundeshauptstadt Berlin zuständig. Am 1. September 2017 wurde er, neben dem Chefredakteur-Politik Michael Erbach, Teil des Chefredakteurteams von Potsdam TV. Ab dem 7. Dezember 2020 war Andreas Dorfmann der Chefmoderator und Chefredakteur in der Chefredaktion von Hauptstadt.TV und präsentierte die aktuellen Sendungen „Hallo Hauptstadt“ (seit September 2022 „6 nach 6 - Das Frühstücksmagazin“ und „6 nach 6 - Der Tag“ / ab 1. November 2022: „8 nach 8 - Das Frühstücksmagazin“ und „8 nach 8 - Der Tag“, „Hallo Hauptstadt“, seit 1. Juni 2024: „hallo Brandenburg“ um 17:30 Uhr) sowie die Talkshow „Hauptstadt Leute“. Zum 31. Mai 2023 hat Andreas Dorfmann seinen Anstellungsvertrag als Chefredakteur und Chefmoderator bei der Hauptstadt TV GmbH gekündigt (Quelle: twitter.com/AndreasDorfmann), um wieder als freier Journalist und Moderator für mehrere TV- und Radiosender arbeiten zu können. Am 6. Juni 2023 startete Dorfmanns neue Talkshow „BERLINboxx - Das Business Magazin“ bei TV.Berlin und Hamburg 1. Am 10. Oktober 2023 startete Andreas Dorfmann zudem mit dem Politik-Talk „Meine Meinung“ bei TV Berlin, Hamburg 1, BW Future TV (zuvor BW Family TV) in Baden-Württemberg, TV-BB sowie KW-TV in Brandenburg und YouTube. Am 5. März 2024 folgte eine weitere Politik-Talkshow mit Andreas Dorfmann bei TV-BB, KW-TV, TV Berlin und YouTube unter dem Titel „Politik in Brandenburg“. (Quellen: X, ehemals Twitter @AndreasDorfmann und YouTube-Kanal von Andreas Dorfmann youtube.com/@andreasdorfmann7982). Weitere von ihm moderierte TV-Formate sind der „Wahltalk“ bei TV-BB und das „TV Berlin Spezial“.
Dorfmann lebt in Berlin und ist verheiratet.

## Ausbildung
Dorfmann studierte berufsbegleitend Journalistik und Kommunikationswissenschaften über die Journalisten-Weiterbildung Berlin (JWB) an der Freien Universität Berlin. Sein Volontariat absolvierte er bei der Zeitung und dem Verlag Der Abend in Berlin. Zuvor machte er ein Praktikum in der Zeitfunk-Redaktion „Echo am Morgen“ beim Sender Freies Berlin (SFB) und eine Hospitation bei der BILD Berlin im Axel-Springer-Verlag in Berlin.

## Sonstiges
Dorfmann war zwischen 2004 und 2015 beim Deutschen Journalisten-Verband und Lions Club ehrenamtlich im Vorstand tätig.